# Guillem II de Montcada i de Bearn
Guillem II de Montcada i de Bearn, o Guillem de Montcada i de Castellvell, fou vescomte de Bearn, Auloron, Brulhès i Gabardà (1223-1229) i senyor de la baronia de Castellví de Rosanes (1228-1229).
Fill de Guillem Ramon I, vescomte de Bearn, i de Guillema I de Castellvell, senyora de Castellví de Rosanes.
Va néixer possiblement el 1194. Es va casar amb Garsenda de Provença, filla del comte Alfons II de Provença i Garsenda de Folcarquier.
Segons la crònica del fets de Jaume I pot tractar-se del Montcada que no va tenir temps de participar en la batalla de Muret. Quan va morir el seu pare el 1223 estava pres pel rei d'Aragó, però fou alliberat el 1225. Va formar part de l'expedició de Jaume I que anava a conquerir Mallorca, en la qual va comandar una host i hi va morir, com també el seu oncle valencià Ramon de Montcada, de la branca de Tortosa, durant el setge de Madina Mayūrqa, el 1229. Són enterrats al Reial Monestir de Santa Maria de Santes Creus.